# 서오창 나들목
서오창 나들목(W.Ochang IC)은 충청북도 청주시 청원구 오창읍 성산리에 설치된 당진청주고속도로의 12번 교차로(나들목)이다. 2018년 1월 14일에 개통되었다.

## 역사
- 2013년 11월 29일 : 나들목 신설을 위해 청원군 도시계획시설 교통광장에 오창읍 성산리 일원을 고시[1]
- 2018년 1월 14일 : 당진청주고속도로 옥산 ~ 오창 구간 개통과 함께 통행 개시[2]

## 구조물 정보
- 위치 : 충청북도 청주시 청원구 오창읍 성산리

## 접속하는 노선
- 지방도 제540호선 (오창대로)
- 간접 연결 : 지방도 제510호선 (두릉유리로, 성산삼거리 이용)

## 교통량 정보
| 요금소          | 통행량 (대/일) | 통행량 (대/일) | 각주  |
| 요금소          | 2018년         | 2019년         | 각주  |
| --------------- | -------------- | -------------- | ----- |
| 서오창 (폐쇄식) | 2,529          | 3,220          | [ 3 ] |